# فرديناند، دوق بريسغاو
فرديناند، دوق بريسغاو (بالألمانية: Ferdinand Karl von Österreich-Este)‏ (و. 1754 – 1806 م) هو أرستقراطي نمساوي، ولد في قصر شونبرون، توفي في فيينا، عن عمر يناهز 52 عاماً.

## جوائز
حصل على جوائز منها:
- وسام فارس رهبانية الصوفة الذهبية
- نيشان فرسان العقاب الأسود.